# Tetroncium magellanicum
Tetroncium magellanicum Willd. – gatunek roślin z monotypowego rodzaju Tetroncium z rodziny świbkowatych, endemiczny dla  południowego Chile, południowej Argentyny i Falklandów.

## Morfologia
Drobna roślina zielna. Podziemne kłącze przechodzi we wzniesioną łodygę naziemną, z której wyrastają liście. Ulistnienie naprzeciwległe. Liście ciasno nachodzące na siebie, wąsko mieczowate, ostre, twarde. Rośliny dwupienne. Kwiaty jednopłciowe, zebrane w kłos. Okwiat czterolistkowy, szeroko jajowaty. Kwiaty męskie czteropręcikowe, o niemal siedzących główkach. Kwiaty żeńskie czterosłupkowe, szydłowate, o jednokomorowych, jednozalążkowych zalążniach. Owoce wydłużone, szydłowate. Nasiona cylindryczno-maczugowate.

## Systematyka
Według Angiosperm Phylogeny Website (aktualizowany system APG IV z 2016) gatunek należy do monotypowego rodzaju Tetroncium, zaliczanego do rodziny świbkowatych (Juncaginaceae), która należy do rzędu żabieńcowców (Alismatales).